# Starnberg

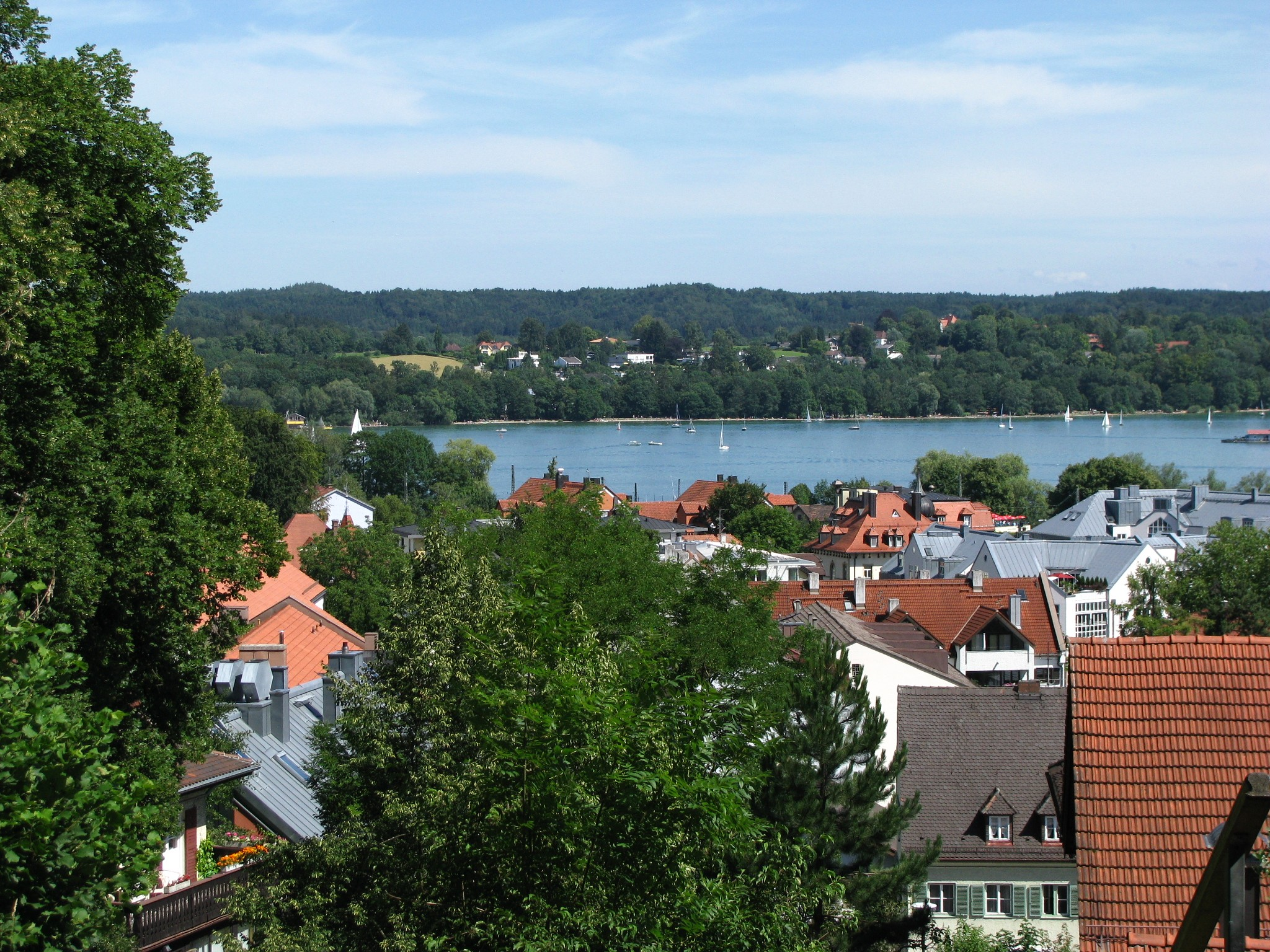
Từ Starnberg nhìn ra hồ

Starnberg là một thị trấn, thủ phủ của một huyện cùng tên ở bang Bayern, Đức. Starnberg nằm ở đầu phía Bắc của hồ Starnberg, cách München khoảng 25 km về phía Tây Nam, là một nơi du lịch và nghỉ mát. 

## Hình từ các làng thuộc thị trấn

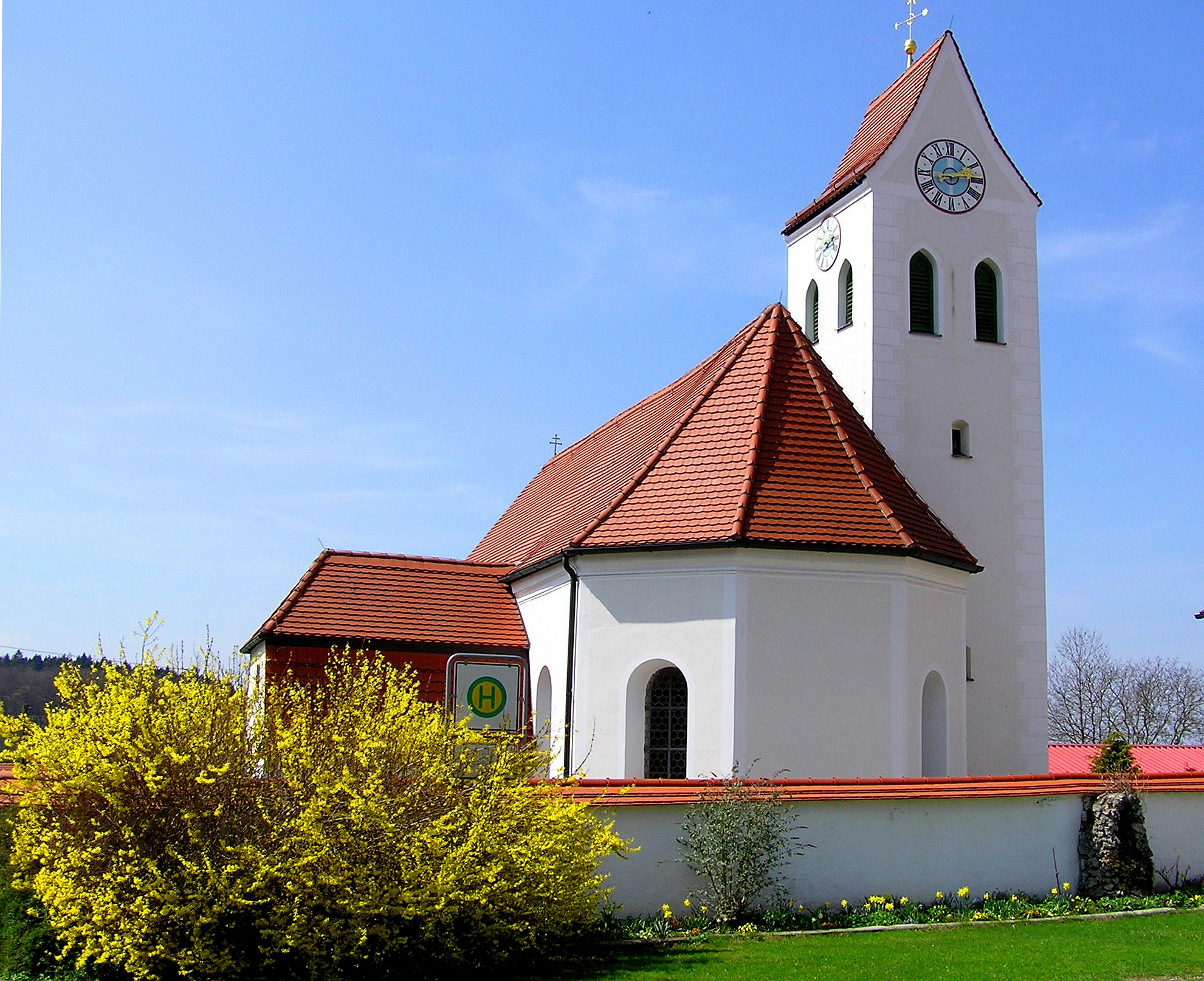
Hadorf, Nhà thờ St. Johannes der Täufer
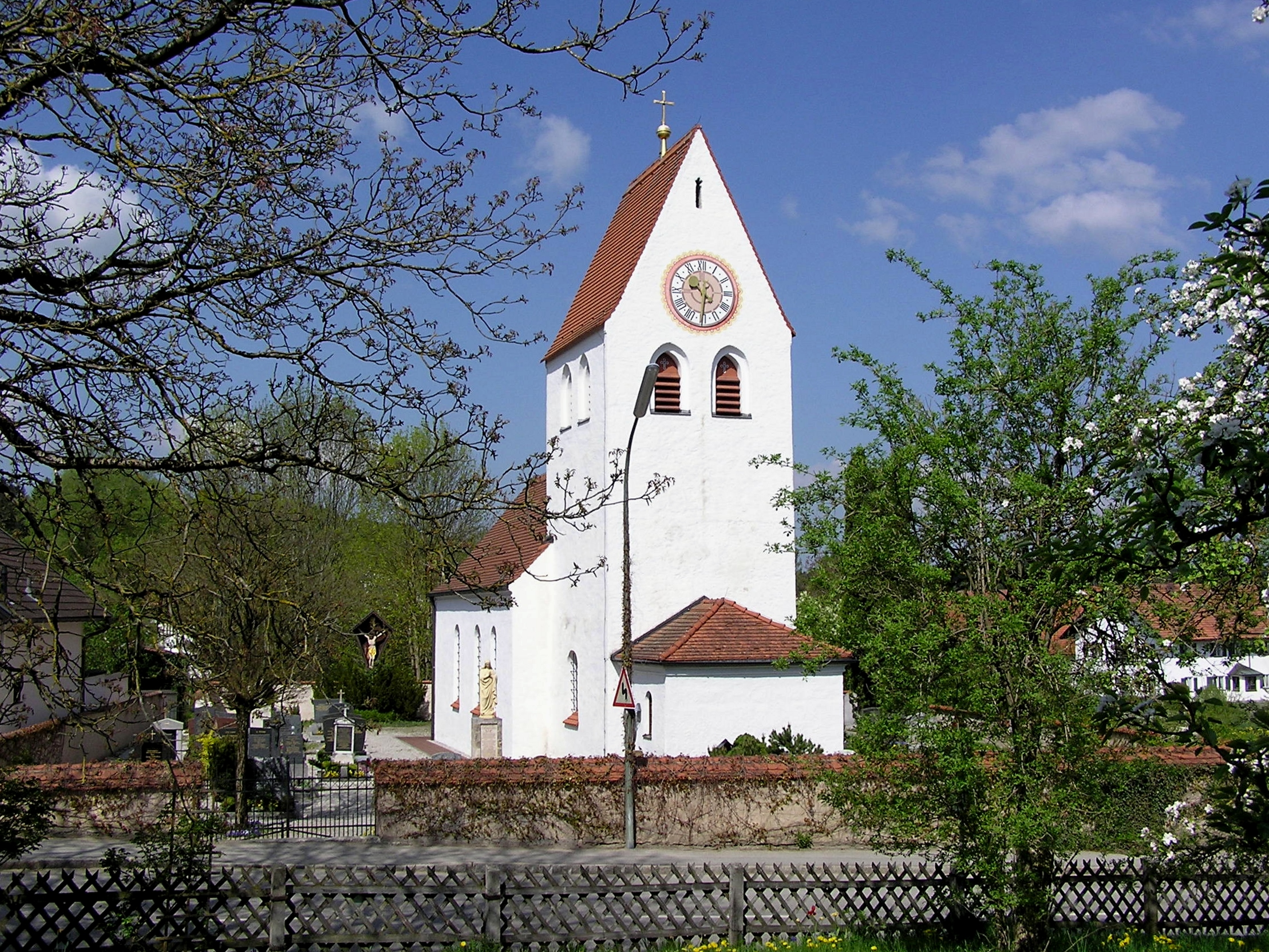
Hanfeld, Nhà thờ St. Michael
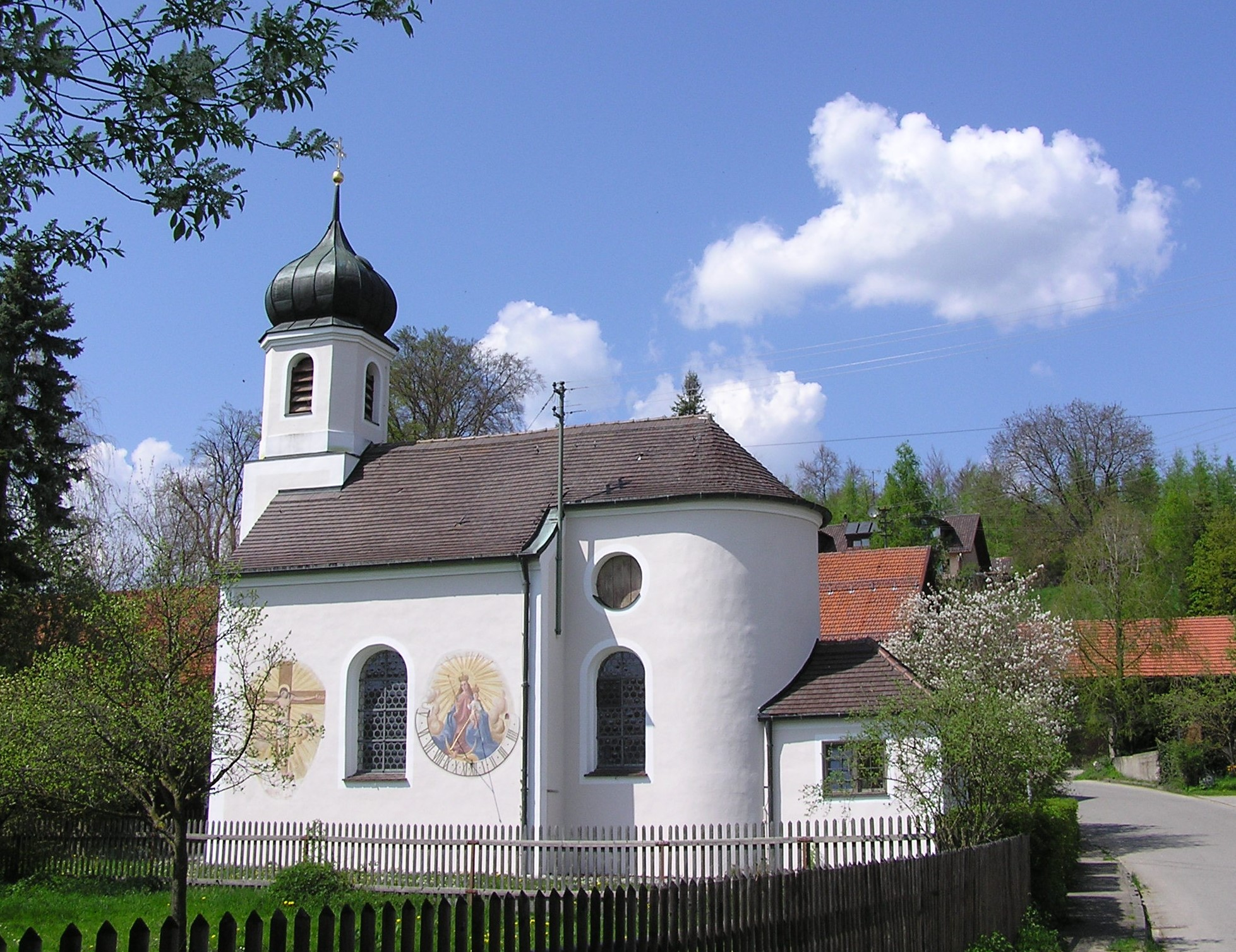
Landstetten, Nhà thờ St. Jakobus
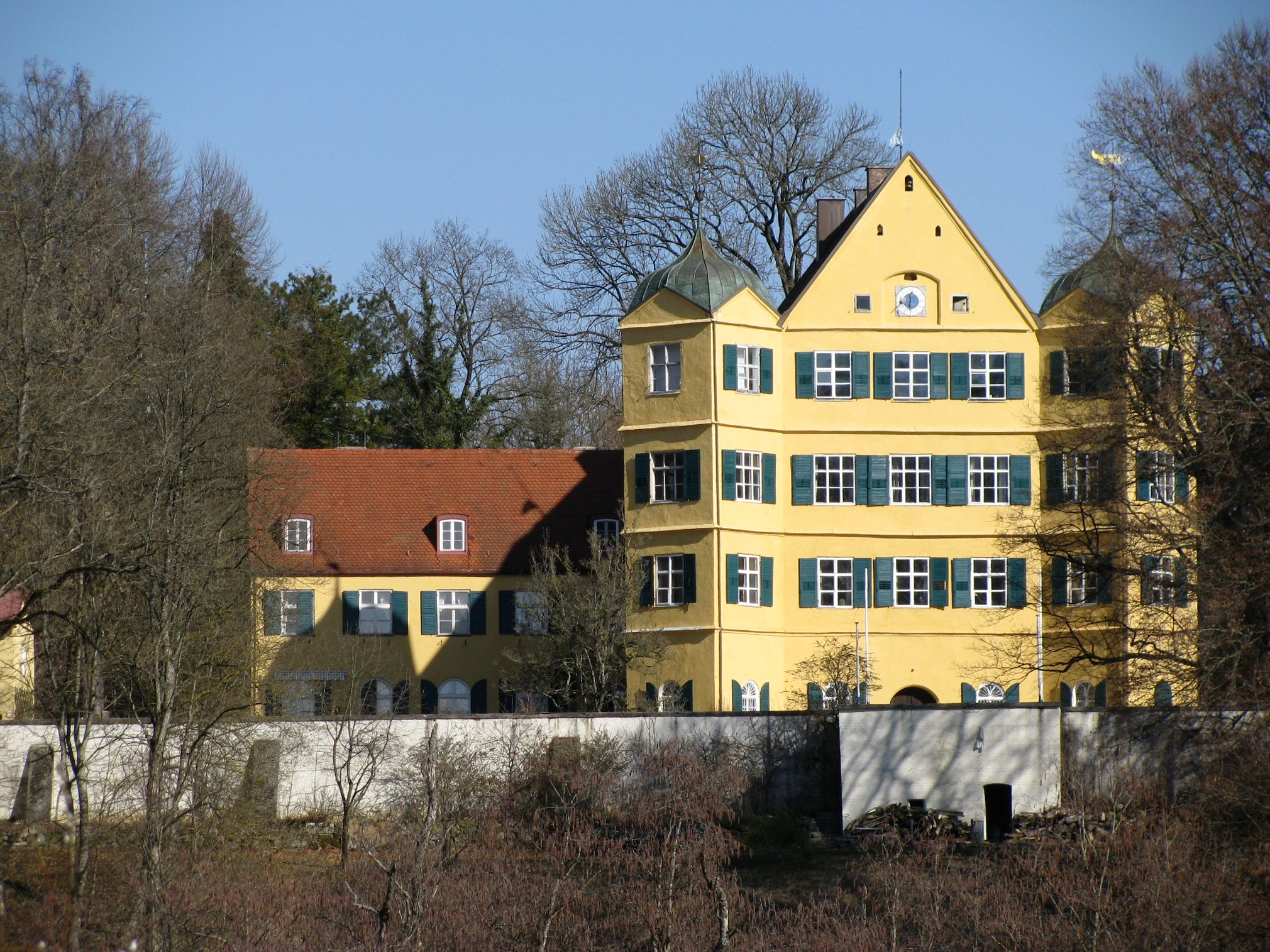
Leutstetten, Lâu đài
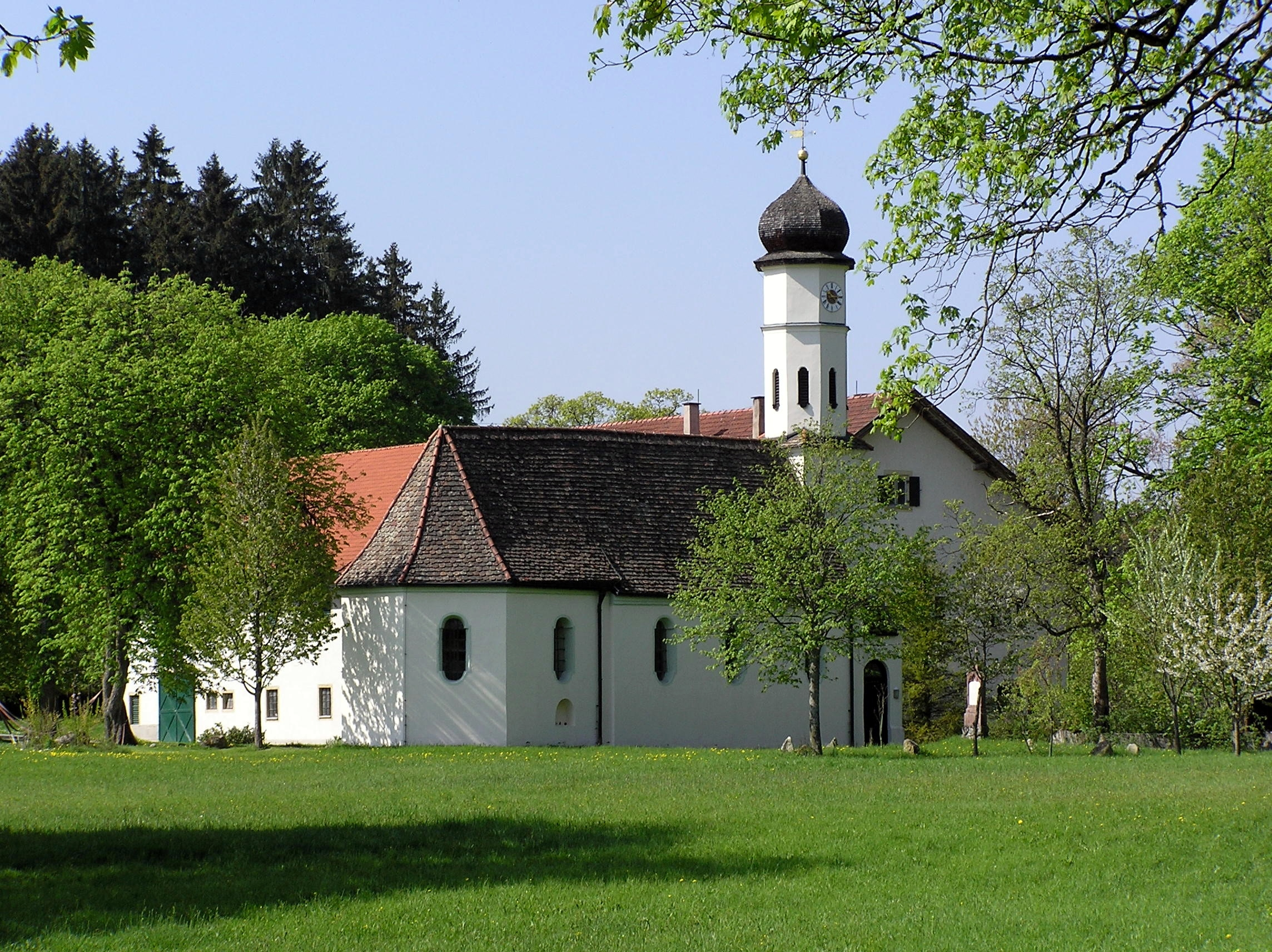
Mamhofen, Nhà thờ St. Jakob und Philipp
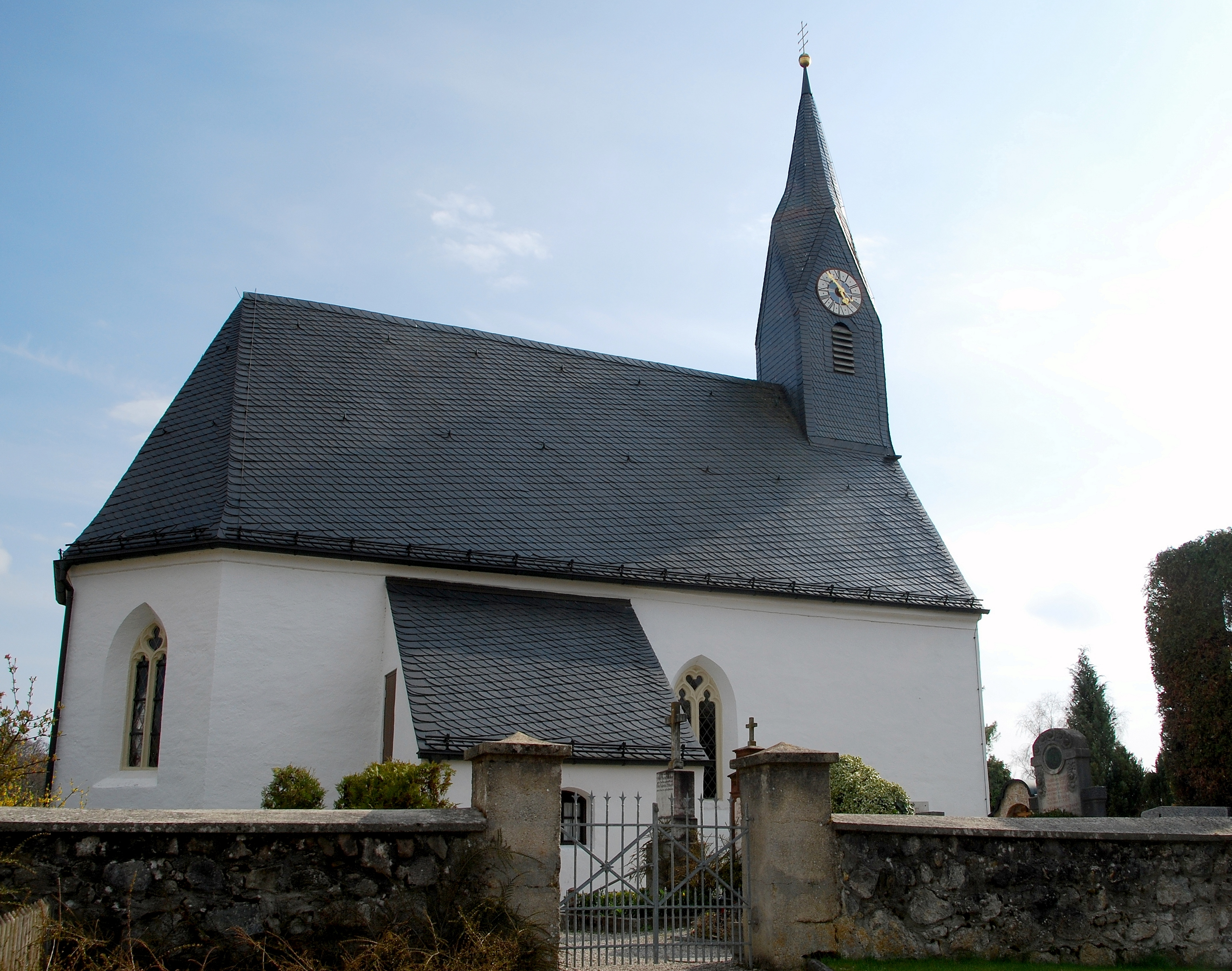
Percha, Nhà thờ St. Valentin
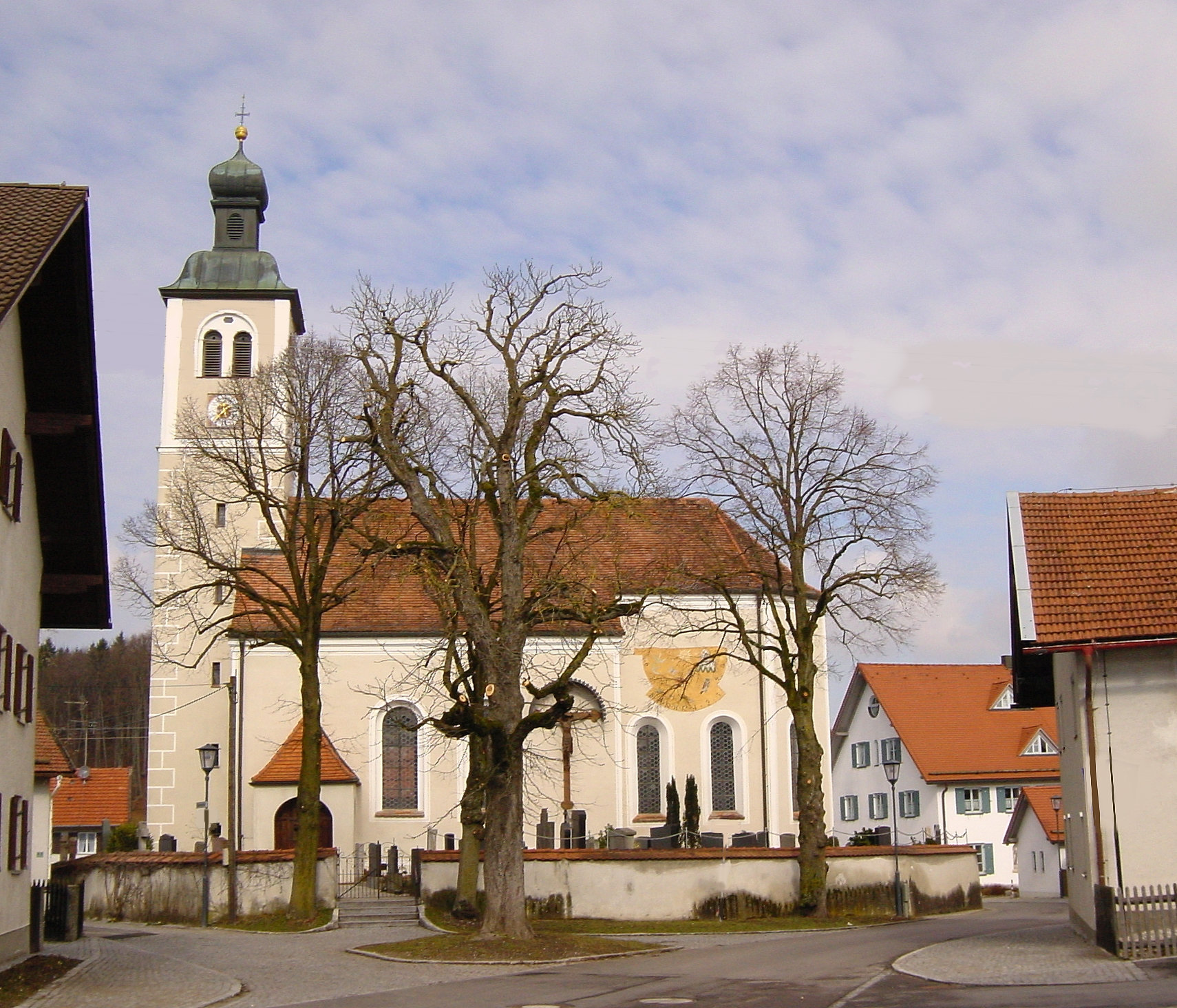
Perchting, Nhà thờ Mariä Heimsuchung
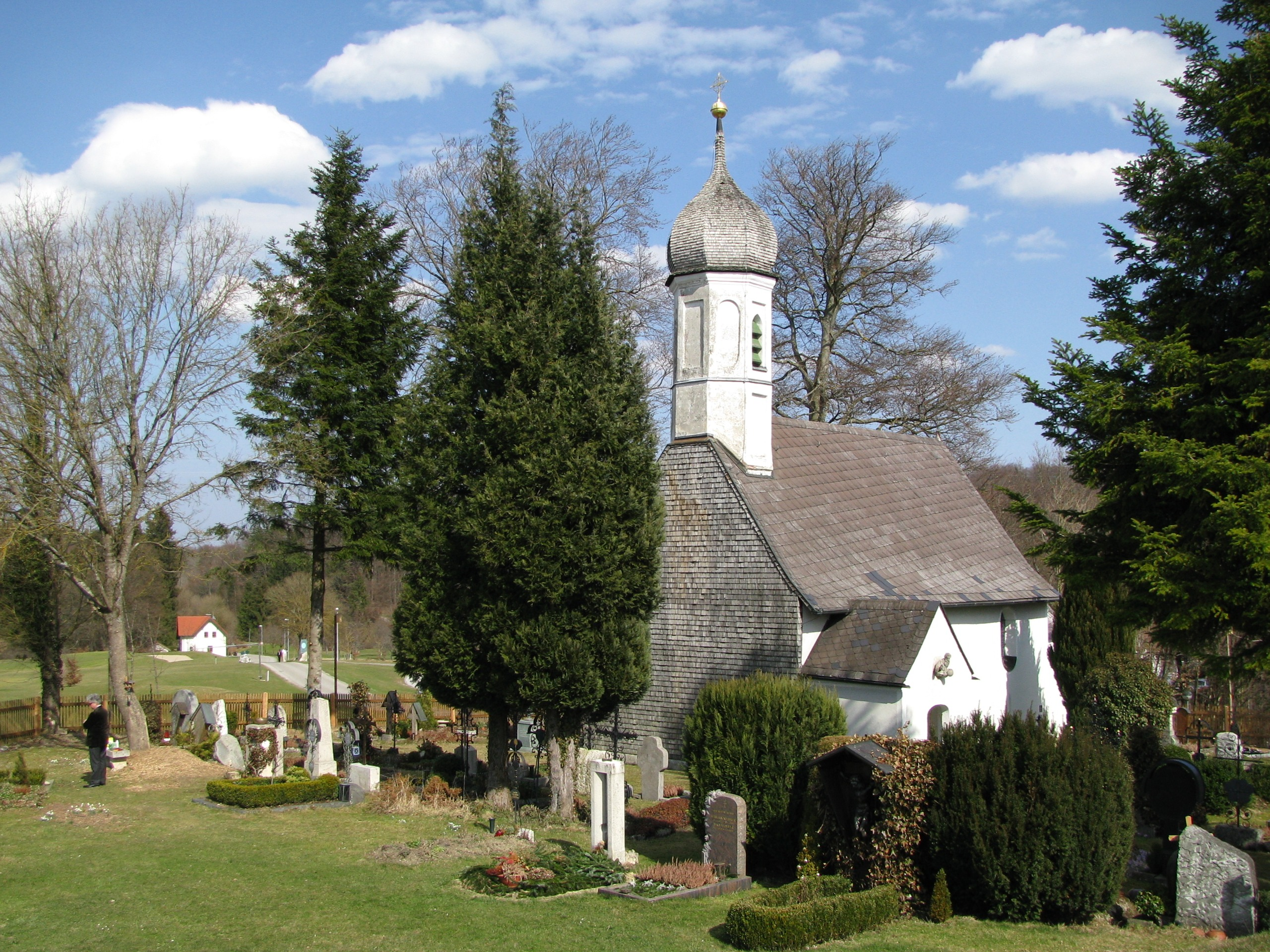
Rieden, Nhà thờ St. Peter und Paul
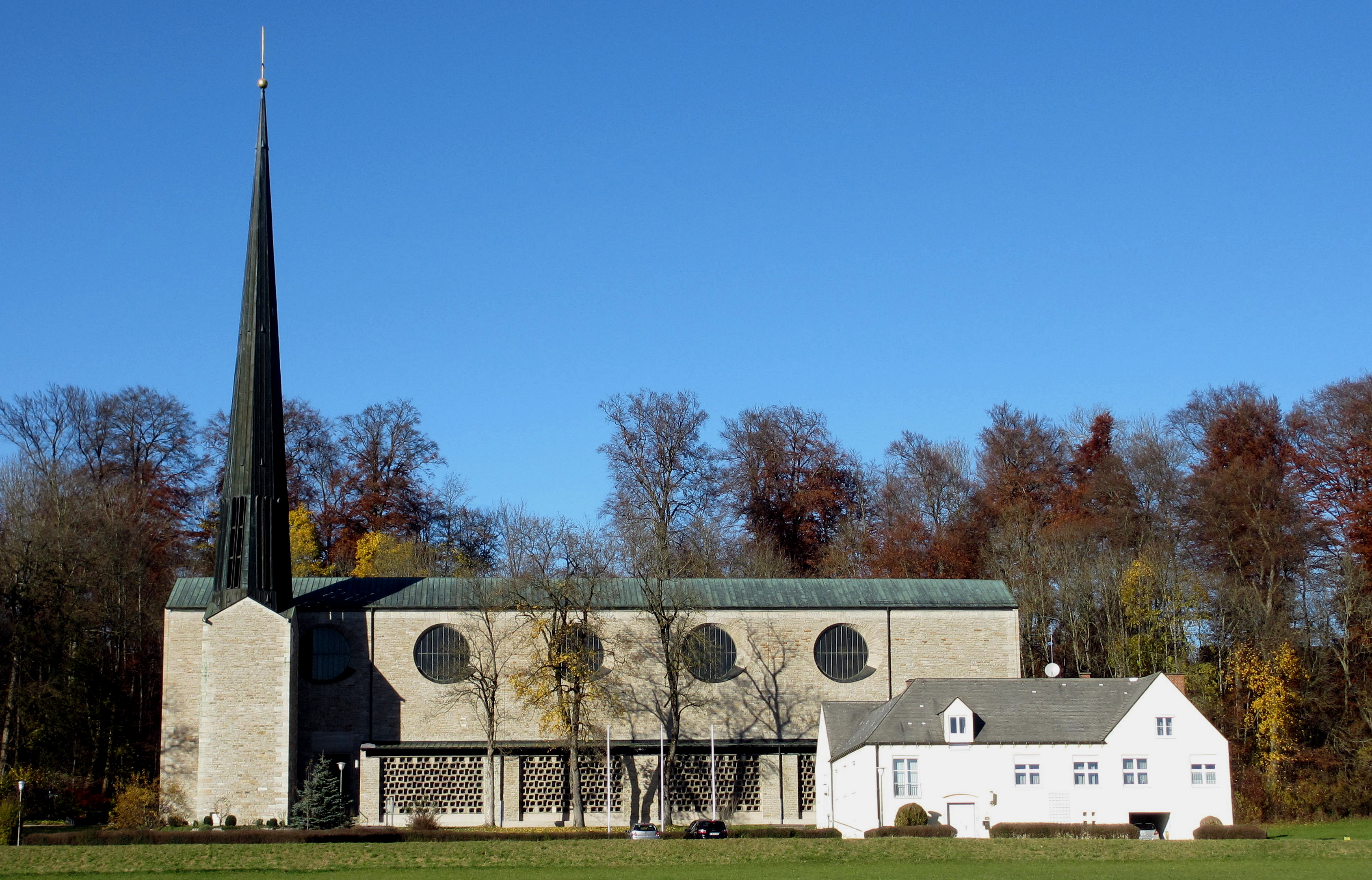
Söcking, Nhà thờ St. Ulrich
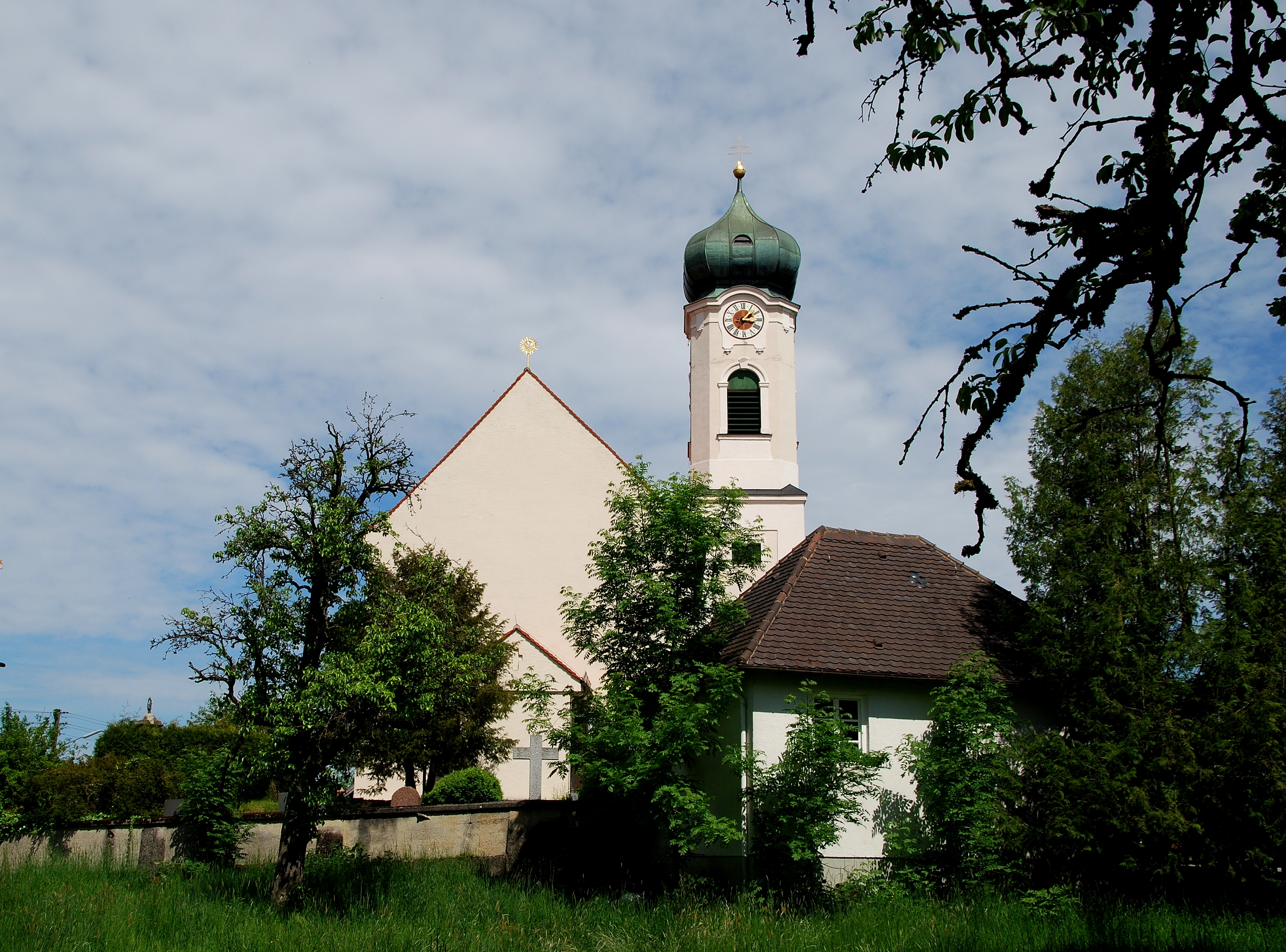
Wangen, Nhà thờ St. Ulrich